# قابلية التحكم
قابلية التحكم خاصية من خصائص النظم. وهو مصطلح أساسي ويستعمل كثيرا في علم الضبط ونظرية النظم.

## تعريف المصطلح
نقول أن النظام
{\displaystyle {\dot {x}}=Ax+Bu}
حيث x هي حالات النظام و u مداخله قابل للتحم إذا كان يوجد لكل
{\displaystyle x(0)\in R^{n}} ولكل {\displaystyle T\geq 0} مدخل u بحيث
{\displaystyle x(T)=0}

## معنى التعريف
يعني التعريف المذكور أعلاه أنه من الممكن تحريك أو تغير حالة النظام إلى أي حالة نريدها.

## كيفية معرفة إن كان نظام قابل للتحكم في النظم الخطية
لنفترض أنه لدينا نظام خطي على الشاكلة التالية:

{\displaystyle {\dot {x}}=Ax+Bu} و{\displaystyle y=Cx+Du}.

حيث A B C و D مصفوفات. A تصف حركية النظام. B تصف تفاعل المداخل مع النظام. المصفوفة C تعطينا الحالات الظاهرة للنظام أي ما نراه من حالات النظام عند المخارج. أما المصفوفة D فهي تظهر تفاعل المداخل المباشر مع المخارج. إذن لنعتبر النظام المذكور أعلاه. ولنعتبر أن المصفوفة A تنتمي إلى {\displaystyle R^{nxn}} (أي أنها عبارة عن n سطر و n عمود). فإنه حتى يكون النظام قابلا للتحكم يجب على المصفوفة S أن لا تكون منقوصة الدرجة، أي أن محدد المصفوفة S يجب أن لا يكون صفرا {\displaystyle det(S)\neq 0}. حيث المصفوفة S تكون كما يلي:

{\displaystyle S=\left[B,AB,A^{2}B,...,A^{n-1}B\right]}
في بعض الأحيان تكون معرفة إن كان نظام قابل للتحكم أسهل من الطريقة المذكورة أعلاه. ففي حالة نظام تكون مصفوفته A ركنية diagonal أي أن المصفوفة تحتوي على أصفر إلا الدياغونال أي أنها تكون على الشاكلة التالية:

{\displaystyle {\begin{bmatrix}{a}_{11}&0&\cdots &0\\0&{a}_{22}&\cdots &0\\\vdots &\ddots &\ddots &\vdots \\0&0\cdots &0&{a}_{mn}\end{bmatrix}}}

. وفي حالة أن
{\displaystyle B=b={\begin{bmatrix}{b}_{1}\\{b}_{2}\\\vdots \\{b}_{n}\end{bmatrix}}}
فإنه حتى يكون النظام قابلا للتحكم يجب أن يكون كل ال {\displaystyle b_{i}\neq 0} ففي هذه الحالة الشعاع b يعطينا تفاعل المدخل مع حركية النظام فإذا كان أحد ال {\displaystyle b_{i}} صفرا فإننا لن نتمكن من التأثير على حركية النظام المربوطة به وتدعى أيضا الحركة الذاتية المربوطة به modes of the systems. مثلا إذا كان {\displaystyle b_{1}=0} فإنه لا يمكنا التأثير على الحركة الذاتية التابعة للقيمة الذاتية {\displaystyle a_{11}}

## قابلية التحكم في الأنظمة اللاخطية
بالنسبة للأنظمة اللاخطية فإن البرهنة على قابلية التحكم أصعب منها في الأنظمة الخطية وهي عادة مقرونة أو محدودة بمجال معين على عكس البرهان في نظام خطي حيث أنه إذا تم البرهنة على قابلية التحكم فإن ذلك البرهان صالح لكامل مجال تحرك النظام. حين يمكن البرهنة على أن النظام منبسط فإنه في هذه الحالة قابل للتحكم في كامل المجال.
كما أنه يجب توخي الحذر عند دراسة النظام المخطط المشتق من النظام الأصلي اللاخطي. حيث أنه إذا كان النظام المخطط قابلا للتحكم حول نقطة معينة فإن النظام اللاخطي أيضا قابل للتحكم في مجال محدود حولها. أما إذا كان النظام المخطط غير قابل للتحكم فإنه لا يمكن القيام بأي استنتاج في ما يخص النظام اللأصلي اللاخطي حيث أنه يمكن أن يكون رغم ذلك قابل للتحكم.

## قابلية الاستقرار
مصطلح قابلية الاستقرار (بالإنجليزية: stabilizability)‏ هو المحك ّ الأضعف شدّة بالمقارنة بقابلية التحكم (controllability) . فإن ّ نظام ٌ يـُـحتم أو يـُـعيـّـن بأن يكون قابل للإقرار (stabilizable) إذا جميع الحالات اللاقابلة للتحكم (all uncontrollable states) تـُـظـْـهــِــر ديناميكا مستقرّة . فلذلك، مع أن ّ في هذه الظروف بعض الأحوال لا تسمح أن تـُـحــَـكـّـــَـم (على حسب ما يـُـحتم منها بما يـُـسـمـّـى باختبار قابلية التحكم (controllability test)) جميع الأحوال ستبقى مـُـحـَـاتــَـمـَـة (bounded) عندما يـُـراقب تصرّف النظام عبر الزمن .